# Thomas Timothy O’Mahony
Thomas Timothy O’Mahony (* 30. November 1825 in Aberle, Irland; † 8. September 1892 in Toronto, Kanada) war ein irischer Geistlicher und römisch-katholischer Bischof von Armidale.

## Leben
Thomas Timothy O’Mahony empfing am 25. März 1849 das Sakrament der Priesterweihe für das Bistum Cork.
Am 1. Oktober 1869 ernannte Papst Pius IX. O’Mahony zum Bischof von Armidale. Die Bischofsweihe spendete ihm am 30. November desselben Jahres der Bischof von Cork, William Delany; Mitkonsekratoren waren John Francis Whelan OCD, emeritierter Apostolischer Vikar von Bombay, und James Lynch CM, Koadjutorbischof von Kildare und Leighlin.

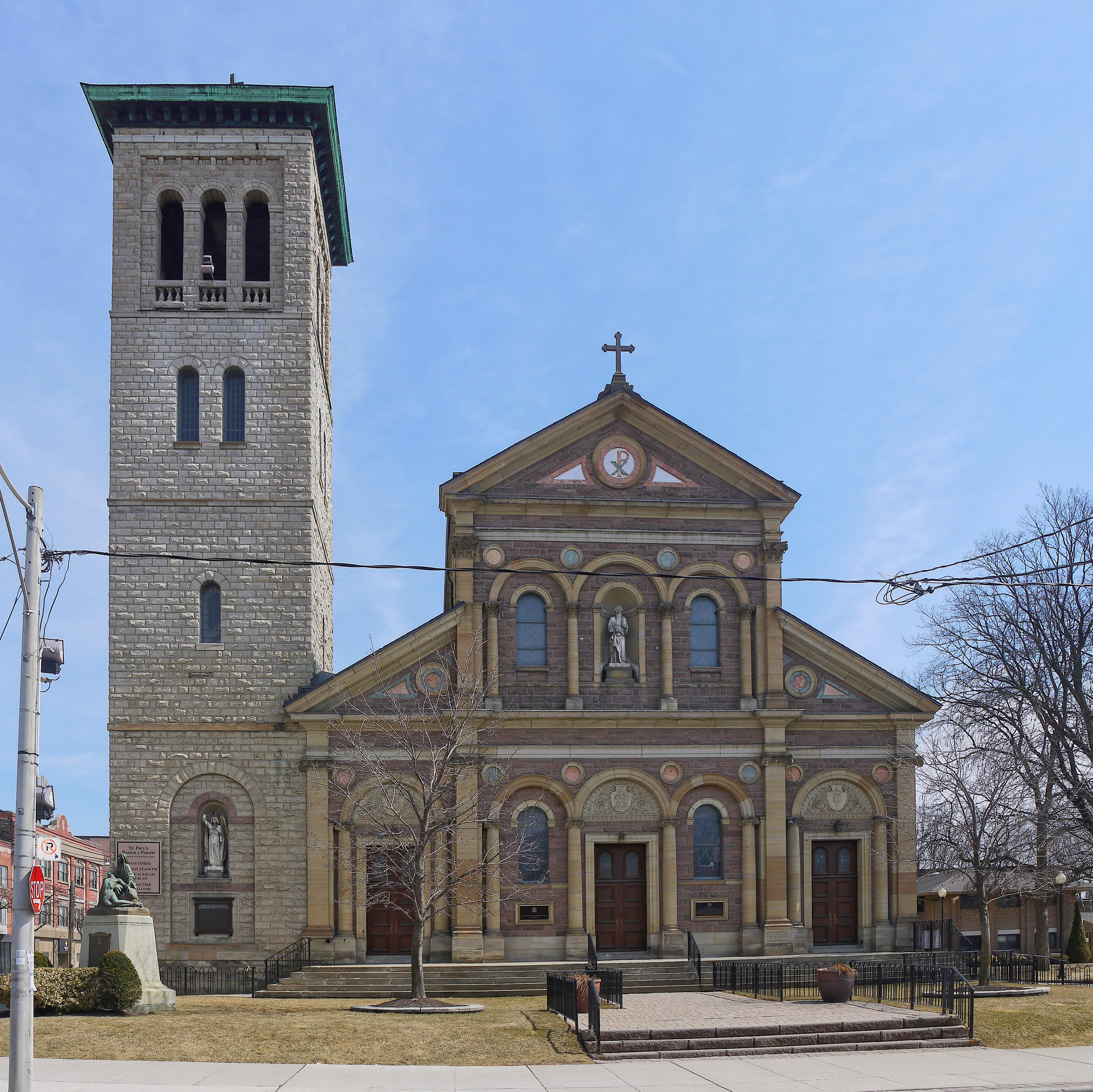
Fassade der Basilika St. Paul (Toronto)

1870 nahm O’Mahony als Konzilsvater am Ersten Vatikanischen Konzil teil. Am 2. August 1877 trat O’Mahony vom Amt des Bischofs von Armidale zurück. Am 14. November 1879 ernannte ihn Papst Leo XIII. zum Titularbischof von Eudocias und bestellte ihn zum Weihbischof in Toronto. Dort war er an der Seite des Architekten Joseph Connolly an der Planung der heutigen Basilika St. Paul beteiligt, wo er auch bestattet wurde.